# Jicsang–Vancsou-vasútvonal
A Jicsang–Vancsou nagysebességű vasút (egyszerűsített kínai írással: 宜万铁路; hagyományos kínai írással: 宜萬鐵路; pinjin: Yíwàn Tiělù) egy 377 km hosszúságú, kétvágányú, 25 kV 50 Hz-cel villamosított nagysebességű vasútvonal Kínában Jicsang és Vancsou között.
A vonal 288 km hosszú szakasza alagútban vagy hídon halad, mely a teljes hossz 74%-át teszi ki. Útja során keresztezi a Jangce folyót. Ez volt Kína eddigi legdrágább vonala, 3,41 milliárd dolláros költségével (kb. 720 milliárd forint), mely kétszerese a Csinghaj–Tibet-vasútvonalénak. Az építkezésen hét éven át ötvenezer ember dolgozott, melynek során 159 alagút és 253 híd épült. A vonal része a Sanghaj–Vuhan–Csengtu nagysebességű vasútvonalnak.